# New Live Dates Volume I
New Live Dates Volume I is het eerste muziekalbum van Martin Turner's Wishbone Ash. De titel refereert aan de succesvolle livealbums (Live Dates van Wishbone Ash, waarvan Martin Turners een afsplitsing is (er is strijd met Andy Powell wie de naam mag hebben). Behalve liveopnamen bevat het album ook twee nieuwe nummers, die zijn opgenomen in de Lacombe Park studio.

## Musici
- Martin Turner – zang, basgitaar
- Keith Buck – gitaar, zang
- Ray Hatfield – gitaar, zang
- Rob Hewins – slagwerk, percussie, zang

met
- Ted Turner – gitaar en zang op de studiotracks

## Muziek
| Nr. | Titel                    | Duur |
| --- | ------------------------ | ---- |
| 1.  | Doctor                   | 5:40 |
| 2.  | Blind eye                | 3:50 |
| 3.  | Lorelei                  | 6:25 |
| 4.  | Walking the Reeperbahn   | 4:00 |
| 5.  | Outward bound            | 4:35 |
| 6.  | persephone               | 7:00 |
| 7.  | Front page news          | 5:20 |
| 8.  | Runaway                  | 3:15 |
| 9.  | Baby the angels are here | 4:40 |
| 10. | Warrior                  | 5:55 |
| 11. | Lifeline                 | 5:25 |
| 12. | Flesh and steel          | 7:05 |
| 13. | Standing in the rain     | 8:10 |